# Jugosławia na Zimowych Igrzyskach Olimpijskich 1988
Jugosławię na Zimowych Igrzyskach Olimpijskich 1988 reprezentowało 22 zawodników: szesnastu mężczyzn i sześć kobiet. Był to trzynasty start reprezentacji Jugosławii na zimowych igrzyskach olimpijskich.

## Medaliści
| Medal | Imię i nazwisko                                      | Dyscyplina            | Konkurencja                                   |
| ----- | ---------------------------------------------------- | --------------------- | --------------------------------------------- |
|       | Mateja Svet                                          | Narciarstwo alpejskie | Slalom kobiet                                 |
|       | Matjaž Debelak Miran Tepeš Primož Ulaga Matjaž Zupan | Skoki narciarskie     | Skocznia duża – konkurs drużynowy mężczyzn    |
|       | Matjaž Debelak                                       | Skoki narciarskie     | Skocznia duża – konkurs indywidualny mężczyzn |

## Skład reprezentacji

### Narciarstwo alpejskie
Mężczyźni
| Zawodnik       | Konkurencja   | Wyścig 1     | Wyścig 2     | Suma         | Suma    |
| Zawodnik       | Konkurencja   | Czas         | Czas         | Czas         | Miejsce |
| -------------- | ------------- | ------------ | ------------ | ------------ | ------- |
| Klemen Bergant | Supergigant   |              |              | 1:43.41      | 16      |
| Tomaž Čižman   | Supergigant   |              |              | 1:42.47      | 9       |
| Robert Žan     | Slalom gigant | 1:07.67      | 1:04.51      | 2:12.18      | 23      |
| Klemen Bergant | Slalom gigant | 1:07.16      | 1:03.88      | 2:11.04      | 15      |
| Rok Petrovič   | Slalom gigant | 1:06.31      | 1:03.01      | 2:09.32      | 8       |
| Tomaž Čižman   | Slalom gigant | 1:06.16      | Nie ukończył | Nie ukończył | –       |
| Klemen Bergant | Slalom        | Nie ukończył | –            | Nie ukończył | –       |
| Robert Žan     | Slalom        | Nie ukończył | –            | Nie ukończył | –       |
| Rok Petrovič   | Slalom        | 53.05        | 48.58        | 1:41.63      | 11      |
| Grega Benedik  | Slalom        | 52.34        | 49.04        | 1:41.38      | 9       |

Kobiety
| Zawodniczka    | Konkurencja   | Wyścig 1      | Wyścig 2      | Suma          | Suma    |
| Zawodniczka    | Konkurencja   | Czas          | Czas          | Czas          | Miejsce |
| -------------- | ------------- | ------------- | ------------- | ------------- | ------- |
| Veronika Šarec | Supergigant   |               |               | 1:23.17       | 27      |
| Mateja Svet    | Supergigant   |               |               | 1:21.96       | 20      |
| Mojca Dežman   | Slalom gigant | 1:04.12       | 1:10.24       | 2:14.36       | 18      |
| Katra Zajc     | Slalom gigant | 1:02.87       | 1:09.61       | 2:12.48       | 15      |
| Veronika Šarec | Slalom gigant | 1:02.73       | Nie ukończyła | Nie ukończyła | –       |
| Mateja Svet    | Slalom gigant | 1:00.95       | 1:06.85       | 2:07.80       | 4       |
| Veronika Šarec | Slalom        | Nie ukończyła | –             | Nie ukończyła | –       |
| Katra Zajc     | Slalom        | 51.06         | Nie ukończyła | Nie ukończyła | –       |
| Mojca Dežman   | Slalom        | 50.86         | 49.35         | 1:40.21       | 9       |
| Mateja Svet    | Slalom        | 49.21         | 49.16         | 1:38.37       |         |

### Biathlon
Mężczyźni
| Konkurencja  | Zawodnik     | Pudła | Czas    | Miejsce |
| ------------ | ------------ | ----- | ------- | ------- |
| 10 km Sprint | Jure Velepec | 2     | 28:21.9 | 53      |

| Konkurencja   | Zawodnik     | Czas    | Pudła | Skorygowany czas | Miejsce |
| ------------- | ------------ | ------- | ----- | ---------------- | ------- |
| Bieg na 20 km | Jure Velepec | 59:15.6 | 4     | 1'03:15.6        | 35      |

### Bobsleje
| Osada | Zawodnicy                            | Konkurencja | Ślizg 1 | Ślizg 1 | Ślizg 2 | Ślizg 2 | Ślizg 3 | Ślizg 3 | Ślizg 4 | Ślizg 4 | Suma    | Suma    |
| Osada | Zawodnicy                            | Konkurencja | Czas    | Miejsce | Czas    | Miejsce | Czas    | Miejsce | Czas    | Miejsce | Czas    | Miejsce |
| ----- | ------------------------------------ | ----------- | ------- | ------- | ------- | ------- | ------- | ------- | ------- | ------- | ------- | ------- |
| YUG-1 | Borislav Vujadinović Miro Pandurević | Dwójki      | 59.63   | 31      | 1:00.70 | 25      | 1:02.28 | 35      | 1:00.89 | 26      | 4:03.50 | 28      |

### Biegi narciarskie
Mężczyźni
| Konkurencja                     | Zawodnik      | Wyścig    | Wyścig  |
| Konkurencja                     | Zawodnik      | Czas      | Miejsce |
| ------------------------------- | ------------- | --------- | ------- |
| Bieg na 15 km stylem klasycznym | Sašo Grajf    | 46:12.3   | 44      |
| Bieg na 15 km stylem klasycznym | Janež Kršinar | 45:54.8   | 39      |
| Bieg na 30 km stylem klasycznym | Sašo Grajf    | 1'36:19.2 | 53      |
| Bieg na 30 km stylem klasycznym | Janež Kršinar | 1'32:02.1 | 34      |
| Bieg na 50 km stylem dowolnym   | Sašo Grajf    | 2'23:47.1 | 52      |
| Bieg na 50 km stylem dowolnym   | Janež Kršinar | 2'12:33.5 | 30      |

### Łyżwiarstwo figurowe
Kobiety
| Zawodniczka      | Konkurencja | CF | SP | FS | TFP  | Miejsce |
| ---------------- | ----------- | -- | -- | -- | ---- | ------- |
| Željka Čižmešija | Solistki    | 20 | 25 | 22 | 44.0 | 22      |

### Skoki narciarskie
| Zawodnik       | Konkurencja       | Skok 1    | Skok 1 | Skok 2    | Skok 2 | Suma  | Suma    |
| Zawodnik       | Konkurencja       | Odległość | Nota   | Odległość | Nota   | Nota  | Miejsce |
| -------------- | ----------------- | --------- | ------ | --------- | ------ | ----- | ------- |
| Matjaž Zupan   | Skocznia normalna | 83.5      | 100.2  | 78.0      | 87.4   | 190.0 | 16      |
| Rajko Lotrič   | Skocznia normalna | 85.0      | 105.6  | 74.0      | 74.5   | 180.1 | 26      |
| Primož Ulaga   | Skocznia normalna | 84.5      | 105.8  | 72.0      | 71.3   | 177.1 | 30      |
| Miran Tepeš    | Skocznia normalna | 84.0      | 106.0  | 83.5      | 105.2  | 211.2 | 4       |
| Primož Ulaga   | Skocznia duża     | 94.5      | 72.2   | 101.0     | 88.0   | 161.0 | 40      |
| Miran Tepeš    | Skocznia duża     | 105.0     | 98.4   | 102.5     | 96.4   | 194.8 | 10      |
| Matjaž Debelak | Skocznia duża     | 113.0     | 107.6  | 108.0     | 100.1  | 207.7 |         |
| Matjaž Zupan   | Skocznia duża     | 111.5     | 110.0  | 98.5      | 85.8   | 195.8 | 9       |

Skocznia duża – konkurs drużynowy mężczyzn
| Zawodnicy                                            | Wynik | Wynik   |
| Zawodnicy                                            | Nota  | Miejsce |
| ---------------------------------------------------- | ----- | ------- |
| Primož Ulaga Matjaž Zupan Matjaž Debelak Miran Tepeš | 625.5 |         |

### Łyżwiarstwo szybkie
Mężczyźni
| Konkurencja    | Zawodnik         | Wyścig  | Wyścig  |
| Konkurencja    | Zawodnik         | Czas    | Miejsce |
| -------------- | ---------------- | ------- | ------- |
| Bieg na 500 m  | Behudin Merdović | 56.21   | 35      |
| Bieg na 1000 m | Behudin Merdović | 1:23.88 | 35      |
| Bieg na 1500 m | Behudin Merdović | 2:06.11 | 39      |

Kobiety
| Konkurencja    | Zawodniczka  | Wyścig  | Wyścig  |
| Konkurencja    | Zawodniczka  | Czas    | Miejsce |
| -------------- | ------------ | ------- | ------- |
| Bieg na 500 m  | Bibija Kerla | 44.47   | 30      |
| Bieg na 1000 m | Bibija Kerla | 1:30.89 | 26      |
| Bieg na 1500 m | Bibija Kerla | 2:21.69 | 28      |